# Dibrowa (obwód winnicki)
Dibrowa (ukr. Діброва) – osiedle na Ukrainie, w obwodzie winnickim, w rejonie barskim, nad rzeką Riw.